# Quarup

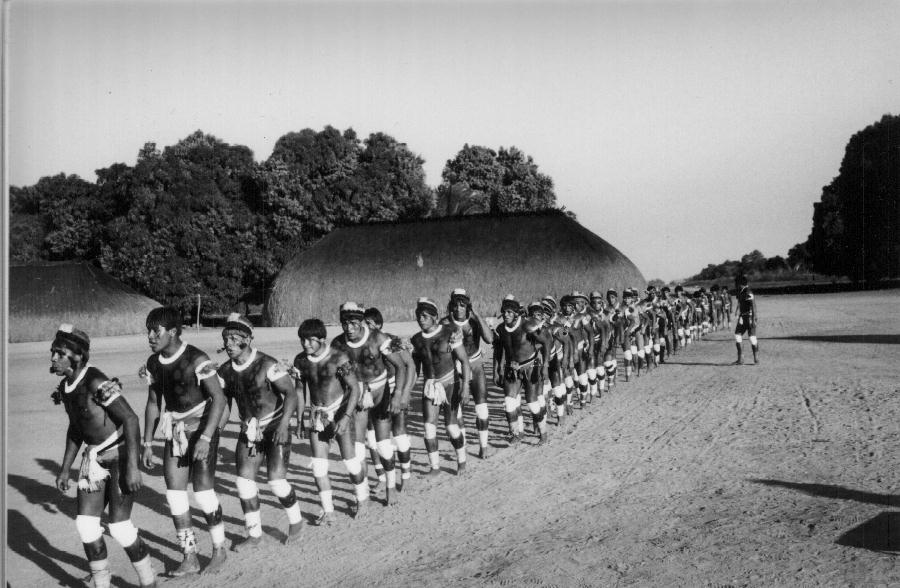
Cena do Quarup

O Quarup é um ritual de homenagem aos mortos ilustres celebrado pelos povos indígenas da região do Xingu, no Brasil. O rito é centrado na figura de Mawutzinin, o demiurgo e primeiro homem do mundo da sua mitologia. Em sua origem o Quarup teria sido um rito que objetiva trazer os mortos de novo à vida.

## O mito original
Mawutzinin, desejando trazer os mortos de volta, entrou no mato e cortou três troncos de kuarup, levando-os para o centro da aldeia. Ali os pintou e adornou com colares e penas. Mandou que fincassem os troncos no chão, e chamou duas cutias e dois sapos cururu para cantarem com ele, e distribuiu peixes e bijus para o povo comer.
Incrédulos, os índios não cessavam de perguntar se os troncos iriam mesmo virar gente, ao que Mawutzinin respondia que sim, os troncos virariam gente. Então o povo da aldeia começou a se pintar e gritar. Cessada a cantoria, os índios quiseram chorar junto aos kuarup, pois representavam seus mortos, mas Mawutzinin os impediu, dizendo que viveriam, e por isso não podiam ser chorados.
No dia seguinte o povo quis ver os kuarup, mas Mawutzinin não deixou, dizendo que todos deviam esperar a transformação por mais um tempo. À noite os troncos começaram a se mexer, como se o vento os balançasse, e Mawutzinin ainda não permitiu que o povo os visse. Os sapos cururu e as cutias então cantaram para que assim que virassem gente os troncos fossem ao rio se banhar. 
Quando o dia clareou a transformação já era evidente: da metade para cima os troncos já tinham forma humana. Os cantos continuavam, e Mawutzinin ordenou que todos os índios se recolhessem para suas ocas e não saíssem. Ao meio-dia a transformação já estava quase completa, e Mawutzinin chamou o povo para que saísse das ocas e fizesse uma grande festa, com gritos de alegria, mas aqueles que tivessem tido relações sexuais durante a noite não tiveram permissão para sair. Apenas um índio foi por isso impedido, mas não aguentando a curiosidade, saiu também, quebrando o encanto, e os kuarup voltaram a ser madeira.
Zangado, Mawutzinin disse que doravante os mortos não reviveriam mais no Quarup, seria apenas uma festa. E mandou que os troncos fossem removidos e lançados na água, ou no meio da mata, e assim foi feito.

## O seu ritual
Seja por sua linhagem seja por sua liderança, e é uma grande honra prestada a esta pessoa, colocando-a no mesmo nível dos ancestrais que viveram no tempo em que Mawutzinin andava entre os homens, e incorporando-a à história mítica.
Tipicamente o ritual inicia com a chegada de grupos de índios de outras aldeias, que ocorre em meio a muitas danças. Depois alguns índios vão ao mato e cortam um tronco de kuarup, constroem uma cabana de palha em frente à Casa dos Homens, e sob ela fincam o tronco no chão. A seguir o tronco recebe uma decoração, acompanhada de cantoria que elogia o aspecto formoso do morekwat (chefe) que está sendo,. homenageado, falando com ele como se se tratasse de uma pessoa viva.
Após estes preparativos, chegam os índios restantes, e acomodam-se na periferia da aldeia. Arma-se uma fogueira em frente ao tronco, sucedem-se danças e cantos, e um índio de cada grupo vai ao fogo recolher uma chama para acender as fogueiras dos grupos.
À noite acontece o momento de ressurreição simbólica do chefe homenageado, sendo um momento de grande emoção. Então as carpideiras começam o choro ritual, sem que os cantos em volta sejam interrompidos. Aos primeiros raios do sol do dia seguinte o choro e o canto cessam, os visitantes anunciam sua chegada com gritos, e iniciam competições entre os campeões de cada tribo, seguidas de lutas grupais para os jovens.
Então o morekwat da aldeia que sedia o Quarup se ajoelha diante do morekwat de cada tribo visitante e, em sinal de boas vindas, lhe oferece peixe e biju, que são distribuídos entre os seus.
Terminadas as lutas ocorre um ritual de troca, moitará, onde cada aldeia oferece produtos de sua especialidade. O ritual é encerrado com o tronco sendo lançado às águas.